# Meunasah Balek
Meunasah Balek is een bestuurslaag in het regentschap Pidie Jaya van de provincie Atjeh, Indonesië. Meunasah Balek telt 1535 inwoners (volkstelling 2010).